# 로봇 부품
로봇 부품은 로봇을 이루는 핵심 요소로서 대표적으로는 서보모터, 광학식 엔코더, 감속기 등이 있다. 로봇부품은 로봇의 제조원가에 지대한 영향을 미치므로 한 국가의 로봇제조 경쟁력은 로봇부품의 경쟁과 직결된다고 볼 수 있다. 대표적인 로봇 부품 기업으로는 로보티즈, 하기소닉, 삼익THK 등이 있다. 